# Chakahalli, Heggadadevankote
Chakahalli là một làng thuộc tehsil Heggadadevankote, huyện Mysore, bang Karnataka, Ấn Độ.